# Poésie réunionnaise
La poésie réunionnaise est la poésie régionale française que pratiquent les personnes liées à l'île de La Réunion, département d'outre-mer dans le sud-ouest de l'océan Indien. Florissante dès le milieu du XVIIIe siècle, elle constitue l'un des premiers terrains de prédilection de la littérature réunionnaise avec les contes.

## Principaux poètes et poétesses
- Jean Albany
- Gilbert Aubry
- Étienne Azéma
- Jean-Henri Azéma
- Antoine Bertin
- Laetitia Boqui-Queni
- Catherine Boudet
- Joëlle Brethes
- Auguste Brunet
- Jean-Claude Carpanin Marimoutou
- Myriam Cazalou
- Léon Dierx
- Georges François
- Boris Gamaleya
- Anne-Mary Gaudin de Lagrange
- Claire Karm
- Auguste Lacaussade
- Leconte de Lisle
- Jean-Claude Legros
- Alain Lorraine
- Henri Madoré
- Raoul Nativel
- Louis Ozoux
- Évariste de Parny
- Alain Péters
- Gilbert Pounia
- André Robèr
- François Saint-Amand
- Julienne Salvat
- Jean-François Samlong
- Patrice Treuthardt
- Pierrot Vidot
- Auguste de Villèle
- Auguste Vinson
- François-Auguste Vinson

## Principaux recueils
- Poésies érotiques (1778), d'Évariste de Parny
- Chansons madécasses (1787), d'Évariste de Parny
- Les Salaziennes (1839), d'Auguste Lacaussade
- Poèmes et Paysages (1852), d'Auguste Lacaussade
- Poèmes antiques (1852), de Leconte de Lisle
- Poèmes barbares (1862), de Leconte de Lisle
- Poèmes tragiques (1884), de Leconte de Lisle
- Zamal (1951), de Jean Albany